# 1985 en Tunisie
Chronologie de la Tunisie
- 1981
- 1982
- 1983
- 1984
- 1985
- 1986
- 1987
- 1988
- 1989

Cet article présente les faits marquants de l'année 1985 en Tunisie ou relatifs à la Tunisie.

## Événements
- mars : 48 membres du Parti de la libération islamique, dont 19 militaires, sont condamnés à des peines de deux ans de prison pour les civils et de huit ans pour les militaires ; deux séries de condamnations touchent auparavant les membres du parti en 1982 et 1983[1].
- 10-14 juin : le président Habib Bourguiba est en visite à Paris[2].
- 5-21 août : la Libye renvoie les travailleurs étrangers qui ne sont plus utiles à son plan de développement, dont des Tunisiens[2].
- 26 septembre : la Tunisie rompt ses relations diplomatiques avec la Libye du fait de l'expulsion massive de travailleurs tunisiens[2].

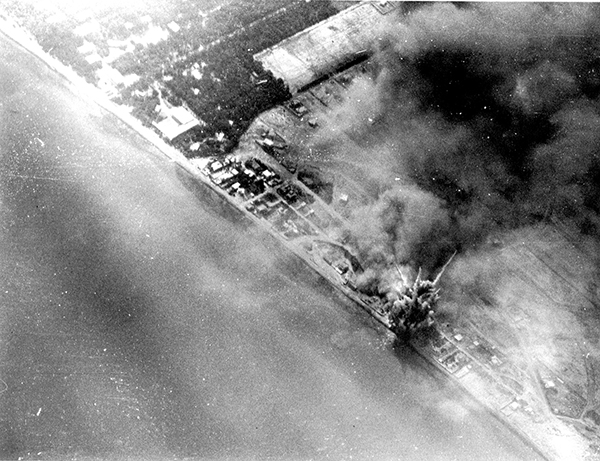
Photo du bombardement du QG de l'OLP.

- 1er octobre : un raid de l’armée de l’air israélienne baptisé opération Jambe de bois survient contre le quartier-général de l’Organisation de libération de la Palestine à Hammam Chott ; 68 personnes sont tuées (50 Palestiniens et 18 Tunisiens)[3].

## Sports

### Athlétisme
- Championnats de Tunisie d'athlétisme 1985

### Football
- Équipe de Tunisie de football en 1985
- Championnat de Tunisie de football 1984-1985
- Championnat de Tunisie de football 1985-1986
- Coupe de Tunisie de football 1985-1986
- Coupe de Tunisie de football 1984-1985

### Handball
- Championnat de Tunisie masculin de handball 1984-1985
- Championnat de Tunisie masculin de handball 1985-1986

### Judo
- Championnats d'Afrique de judo 1985

### Volley-ball
- Championnat d'Afrique féminin de volley-ball 1985
- Équipe de Tunisie de volley-ball en 1985
- Championnat de Tunisie masculin de volley-ball 1984-1985
- Championnat de Tunisie masculin de volley-ball 1985-1986

## Naissances en 1985
- Naissance en Tunisie en 1985

## Décès en 1985
- Décès en Tunisie en 1985